# Duivels Bier
Duivels Bier is een Belgisch bier. Het wordt gebrouwen door Brouwerij Boon, gevestigd te Lembeek (een deelgemeente van Halle in de provincie Vlaams-Brabant).

## Geschiedenis
Duivels Bier is een zwaar, donker bier dat al sinds 1883 gebrouwen wordt in Halle. Oorspronkelijk was het een speciaalbier voor de bedevaarders. Sinds lang is het dan ook een streekproduct van Halle. Oorspronkelijk was de naam van het bier Duivel en werd het gebrouwen door brouwerij Pêtre Frères uit Halle. In 1923 lanceert brouwerij Moortgat een eigen zware Scotch ale onder de naam Duvel (tot 1965 was Duvel een zwaar donker bier). Dan volgen jaren van strijd om de naam. In 1952 sluit brouwerij Pêtre en wordt het merk "Duivel" overgenomen door brouwerij Vander Linden. In 1996 laat de brouwerij het merk "Duivelsbier" officieel registreren. In 2001 stopt brouwerij Vander Linden (in 2008 werden de gebouwen verkocht om af te breken en er appartementen te plaatsen). In 2002 wordt het merk "Duivelsbier" overgedragen aan brouwerij Boon. In 2003 wordt het etiket vernieuwd en de naam gewijzigd in Duivels Bier.

## Het bier
Duivels Bier is een donker bier van hoge gisting met een alcoholpercentage van 8%. Het is een zware Belgian ale, gemaakt met speciale donkere mouten en kandijsuiker.